# Tchiflik (Deltchevo)
Tchiflik (en macédonien Чифлик) est un village de l'est de la Macédoine du Nord, situé dans la municipalité de Deltchevo. Le village comptait 51 habitants en 2002.

## Démographie
Lors du recensement de 2002, le village comptait :
- Macédoniens : 51